# George Frederic Matthew
George Frederic Matthew (* 12. August 1837 in Saint John (New Brunswick); † 14. April 1923 in Hastings-on-Hudson, New York) war ein kanadischer Paläontologe und Geologe.
Matthew war städtischer bzw. staatlicher Angestellter (ab 1893 bis zu seinem Ruhestand 1915 Zollaufseher) in Saint John (damals ein belebter Hafen) und in der Paläontologie und Geologie Autodidakt. Sein Interesse für Geologie erwachte möglicherweise durch die Sammlung von Abraham Gesner. Mit anderen Amateurgeologen gründete er den Steinhammer Club. Zunächst veröffentlichte er besonders über Fossilien in der Umgebung seiner Heimat Saint John, unter anderem Spurenfossilien. Dabei kam er auch in Kontakt mit dem führenden kanadischen Geologen seiner Zeit, John William Dawson. Er wurde erster Kurator der 1862 gegründeten Natural History Society von New Brunswick, deren Präsident er 1889 bis 1895 war. Die Gesellschaft gab auch eine Zeitschrift heraus, in der Matthew veröffentlichte. 1864 bis 1901 arbeitete er auch nebenberuflich für den Geological Survey of Canada und kartierte für diesen in der Gegend von New Brunswick, wobei er mit Loring Woart Bailey (1839–1925) zusammenarbeitete, einem befreundeten Professor an der University of New Brunswick. Er war für den Survey auch Spezialist für Fossilien des Kambrium, insbesondere Trilobiten. 1890 war er der erste, der präkambrische Stromatolithen beschrieb, die in der Umgebung von Saint John vorkamen.
1864 fand er mit Bailey und Fred Hartt, einem weiteren Amateurgeologen, in der Nähe von St. John die älteste kambrische Trilobiten-Fundstelle Nordamerikas.
Er war Ehrendoktor der Universität Laval und der University of New Brunswick. 1917 erhielt er die Murchison-Medaille der Geological Society of London.
Matthew beschrieb über 350 Arten von fossilen Tieren und Pflanzen zum ersten Mal. Der Mount Matthew im Norden von New Brunswick ist nach ihm benannt.
Sein Sohn, William Diller Matthew, war ein bekannter Wirbeltier-Paläontologe am American Museum of Natural History in New York.